# آیمکو
آیمکو (انگلیسی: Aimco) شرکت املاک آمریکایی است، که در سال ۱۹۷۵ توسط تری کانسیداین تأسیس شد.